# George Auguste Vorsterman van Oyen
George Auguste Vorsterman van Oyen (Gilze-Rijen, 11 juli 1836 - Aardenburg, 13 oktober 1915) was een Nederlandse hoofdonderwijzer te Aardenburg en landbouwpionier.
Hij was de zoon van Constantijn Johannes Vorsterman van Oyen, die legerofficier was, en Adriana Louisa Beatrix Pape. Zelf trouwde hij in 1860 met Maria Catharina Reeringh. Het echtpaar kreeg zeven kinderen.
Zijn onderwijsloopbaan begon hij in Nieuw-Loosdrecht als hulponderwijzer, daarna werd hij leraar te Winschoten en vanaf 1860 werd hij hoofdonderwijzer aan de Aardenburgse openbare school. Zijn vrije tijd besteedde hij aan zelfstudie en daarnaast publiceerde hij veel: werken op het gebied der heemkunde van Aardenburg, pamfletten die gericht waren tegen confessioneel onderwijs, leerboeken voor rekenen, algebra en meetkunde, en landbouwkundige werken die hij zelf van illustraties voorzag. Hij werkte daarbij vaak voor de Zeeuwse Landbouwmaatschappij (ZLM). In 1875 werd hij door deze maatschappij aangesteld tot wandelleraar, wat inhield dat hij voordrachten voor de boeren moest geven.
Hij nam het initiatief tot tal van coöperatieve landbouworganisaties, zoals een aankoopvereniging, een verzekeringsmaatschappij tegen hagelschade, en een Boerenleenbank.
George Auguste, die steevast ondertekende met Gavvo, was ook politiek actief. Hij was lid van de Vrijzinnig Democratische Bond en als zodanig van 1906-1913 lid van de provinciale staten van Zeeland, van 1907-1911 lid van de gemeenteraad van Aardenburg, en van 1909-1913 lid van de Tweede Kamer. Daarnaast was hij gelovig protestant.
Op cultureel gebied richtte hij nog een volkszangschool, een muziekgezelschap en een rederijkerskamer op.

## Monument
Op de Markt te Aardenburg is een gedenknaald te vinden waar zijn beeltenis op is aangebracht, alsmede de afbeelding van een ploegende boer. Deze naald werd, zoals erop te lezen staat, opgericht door zijne vereerders & vrienden en onthuld 5 aug. 1920. De zuil is vervaardigd door de kunstenaar Pieter Puijpe.